# ビターン級スループ
ビターン級スループ（英語: Bittern-class sloop）は、イギリス海軍のスループの艦級。また王立インド海軍向けに改型が建造された。

## 来歴
1930年のロンドン海軍軍縮会議を受けて、イギリス海軍では、駆逐艦よりも制約が緩いスループを船団護衛にあてることを構想した。まず1931年度計画では、グリムスビー級スループ2隻が建造された。また1932年度以降は、15年に渡って1隻ずつの護衛スループが建造される予定となっていた。
しかし当時、船団護衛とともに、1910年代に建造されたP級スループと同様の局地防衛部隊のための艦も必要となっていた。1932年2月2日の会議で、第三海軍卿は造艦局長（DNC）に対し、これらを兼任できる艦の設計を指示した。軍令部次長補（ACNS）は、フランス海軍のブーゲンヴィル級通報艦に範を取った6インチ砲搭載の重砲装艦を要望したものの、対潜と対水上のいずれも中途半端な艦になることが懸念されたことから却下された。
1933年6月22日、海軍本部委員会は設計を認可し、1933年度計画で1隻の建造が盛り込まれた。また1935年度と1936年度でも1隻ずつが建造された。

## 設計
船型は従来のスループと同様に長船首楼型を採用した。なお戦時急造もある程度想定した設計となっている。運動性能としては、12ノットの高速船団を護衛しつつ、2時間にわたって船団を離れて対潜掃討任務を実施し、問題なく船団護衛に復帰できる性能が求められた。また19ノットまでの浮上潜水艦と交戦できることも求められた。この要請に応じて、主機の出力は3,300馬力に増強され、速力は18.75ノットとなった。なお「ビターン」では、防空射撃の安定性のため、デニー・ブラウン式のフィンスタビライザーを試験搭載した。
艦砲としては、当初計画では45口径12cm単装砲（QF 4.7インチ砲Mk.IX）4基を搭載する予定であった。しかし1935年末、小型艦の艦砲をすべて対空・対水上の両用砲とする決定が下された。搭載予定の45口径12cm砲は平射砲であったことから、別の選択肢が模索された。当時、グリムスビー級「フリートウッド」で試験されていた45口径10.2cm連装高角砲（QF 4インチ砲Mk.XVI）3基であれば同程度の重量であることから、こちらが搭載されることになった。
ただし最初に「ビターン」として建造されていた艦は海軍本部の特務艇「エンチャントレス」に変更されたことから、武装は45口径12cm単装砲2基と40口径4.7cm砲（QF 3ポンド砲）4門とされた。1936年5月までには3基目の45口径12cm単装砲が、また1940年12月に40口径7.6cm高角砲（QF 12ポンド砲）が、そして第2次世界大戦末までに20mm機銃4門と爆雷60発が搭載された。ヘッジホッグ対潜迫撃砲の拡散弾着仕様も試験的に搭載されたものの、これは成績不良であった。
「ストーク」では45口径10.2cm連装高角砲3基のほか、ヘッジホッグ対潜迫撃砲と爆雷90発が搭載された。
またインド艦では、艦砲は英艦と同様だが、それ以外の装備には差異があった。「ゴダヴァリ」「ナルバダ」では39口径40mm機銃（QF 2ポンド・ポンポン砲Mk.II）2門、「サトラジ」ではヘッジホッグ対潜迫撃砲が搭載されたほか、全艦で4～6門の20mm機銃が装備された。爆雷搭載数は80～88発であった。

## 同型艦
| 運用者         | 艦名                             | 造船所            | 進水           | その後                                                                        |
| -------------- | -------------------------------- | ----------------- | -------------- | ----------------------------------------------------------------------------- |
| イギリス海軍   | エンチャントレス HMS Enchantress | ジョン・ ブラウン | 1934年12月21日 | 1946年売却                                                                    |
| イギリス海軍   | ストーク HMS Stork               | デニー            | 1936年4月21日  | 1958年解体                                                                    |
| イギリス海軍   | ビターン HMS Bittern             | ホワイト          | 1937年7月14日  | 1940年4月30日戦没                                                             |
| 王立インド海軍 | ゴダヴァリ HMIS Godavari         | デニー            | 1943年3月21日  | 1948年にパキスタン海軍に移籍、「シンド」（PNS Sind）と改名。 1959年売却。     |
| 王立インド海軍 | ジャムナ HMIS Jumna              | デニー            | 1940年11月16日 | 1983年除籍                                                                    |
| 王立インド海軍 | ナルバダ HMIS Narbada            | ソーニクロフト    | 1942年12月21   | 1948年にパキスタン海軍に移籍、「ジェラム」（PNS Jhelum）と改名。 1959年解体。 |
| 王立インド海軍 | サトラジ HMIS Sutlej             | ソーニクロフト    | 1940年10月1日  | 1983年除籍                                                                    |